# El Chal (Petén)
El Chal es un municipio del departamento de Petén, en la República de Guatemala. Fue segregado del municipio de Dolores el 4 de febrero de 2014.
En su cabecera municipal se encuentra el sitio arqueológico maya del mismo nombre.

## Geografía física
El sitio está emplazado en la sabana central del Petén en un área bien drenada no sujeta a inundaciones estacionales. La topografía del terreno es de naturaleza kárstica e incluye algunas colinas.
El Chal se encuentra dentro del valle del río San Juan que es un afluente del río La Pasión en una altitud de aproximadamente 270 msnmm.

## Ubicación geográfica
El Chal se encuentra localizado en departamento del Petén en el norte de Guatemala; está a 40 km al sur de Flores que es la cabecera departamental y a aproximadamente 30 km al norte de la cabecera municipal de Dolores.

## Gobierno municipal
Los municipios se encuentran regulados en diversas leyes de la República, que establecen su forma de organización, lo relativo a la conformación de sus órganos administrativos y los tributos destinados para los mismos.  Aunque se trata de entidades autónomas, se encuentran sujetas a la legislación nacional. Las principales leyes que rigen a los municipios en Guatemala desde 1985 son:
| N.º | Ley                                                | Descripción |
| --- | -------------------------------------------------- | --- |
| 1   | Constitución Política de la República de Guatemala | Tiene una regulación legal específica para los municipios en los artículos 253 al 262. |
| 2   | Ley Electoral y de Partidos Políticos              | Ley de carácter constitucional aplicable a los municipios en el tema de la conformación de sus autoridades electas. |
| 3   | Código Municipal                                   | Decreto 12-2002 del Congreso de la República de Guatemala. Tiene la categoría de ley ordinaria y contiene preceptos generales aplicables a todos los municipios, e inclusive contiene legislación referente a la creación de los municipios.             |
| 4   | Ley de Servicio Municipal                          | Decreto 1-87 del Congreso de la República de Guatemala. Regula las relaciones entra la municipalidad y los servidores públicos en materia laboral. Tiene su base constitucional en el artículo 262 de la constitución que ordena la emisión de la misma. |
| 5   | Ley General de Descentralización                   | Decreto 14-2002 del Congreso de la República de Guatemala. Regula el deber constitucional del Estado, y por ende del municipio, de promover y aplicar la descentralización y desconcentración económica y administrativa.                                |

El gobierno de los municipios de Guatemala está a cargo de un Concejo Municipal mientras que el código municipal —que tiene carácter de ley ordinaria y contiene disposiciones que se aplican a todos los municipios de Guatemala— establece que «el concejo municipal es el órgano colegiado superior de deliberación y de decisión de los asuntos municipales […] y tiene su sede en la circunscripción de la cabecera municipal». Por último, el artículo 33 del mencionado código establece que «[le] corresponde con exclusividad al concejo municipal el ejercicio del gobierno del municipio».
El concejo municipal se integra con el alcalde, los síndicos y concejales, electos directamente por sufragio universal y secreto para un período de cuatro años, pudiendo ser reelectos.
Existen también las Alcaldías Auxiliares, los Comités Comunitarios de Desarrollo (COCODE), el Comité Municipal de Desarrollo (COMUDE), las asociaciones culturales y las comisiones de trabajo. Los alcaldes auxiliares son elegidos por las comunidades de acuerdo a sus principios, valores, procedimientos y tradiciones, estos se reúnen con el alcalde municipal el primer domingo de cada mes. Los Comités Comunitarios de Desarrollo y el Consejo Municipal de Desarrollo tiene como función organizar y facilitar la participación de las comunidades priorizando necesidades y problemas.

## Historia
El Chal está situado en la ruta natural norte-sur entre las montañas mayas y la región central del Petén, ruta que fue usada durante el periodo colonial y que fue también, probablemente, la ruta seguida por los mayas en su migración hacia el norte, hacia la Península de Yucatán.

## Turismo

### Sitio arqueológico de El Chal
En la cabecera municipal de El Chal existe un yacimiento arqueológico maya precolombino localizado en el valle del río San Juan; este poblado fue ocupado por cerca de 1600 años entre 300 a. C. hasta ca. 1300 d. C. del periodo preclásico tardío hasta el posclásico temprano, aunque alguna actividad en el preclásico medio ha sido detectada.
La ocupación del preclásico tardío parece que estuvo concentrada alrededor de un denominado grupo E que consiste en un complejo ceremonial situado al norte del núcleo central del yacimiento. El periodo de mayor continuidad ocupacional de la ciudad fue durante el clásico tardío época en la que se convirtió en un centro importante de la región sureste del Petén.
Entre las estructuras del sitio hay un complejo residencial de planta cuadrangular que es poco común entre los yacimientos de esta región, aunque hay otra parecida pero más chica en Machaquilá.
Algo de la arquitectura del sitio está aún cubierta por la selva aunque son visibles muchos vestigios y montículos de tamaños varios. Algunos de estos montículos fueron desmantelados a fin de construir el pueblo moderno de El Chal y la piedra de corte utilizada para construir las casas del lugar. En algunos casos es posible ver casas modernas edificadas encima de los montículos o de sus plataformas. Incluisve, algunas casas habían sido edificadas en las inmediaciones de la acrópolis pero fueron posteriormente relocalizadas durante la guerra civil en Guatemala a finales del siglo XX.
Hasta el año 2010 se han conducido muy pocos trabajos de restauración en el lugar que está protegido por el Instituto de Antropología e Historia de Guatemala.